# Palloptera albertensis
Palloptera albertensis is een vliegensoort uit de familie van de Pallopteridae. De wetenschappelijke naam van de soort is voor het eerst geldig gepubliceerd in 1921 door Johnson.